# Tokarev TT-33
La TT-30, posteriormente TT-33, aunque su designación militar es 7,62 mm Samozarjadnyj Pistolet Tókareva 1933 goda (Pistola Semiautomática Tókarev año 1933), es una pistola semiautomática desarrollada por Fiódor Tókarev como pistola de servicio para el ejército soviético y para reemplazar al revólver Nagant M1895, en uso desde la época del Imperio ruso.

## Historia

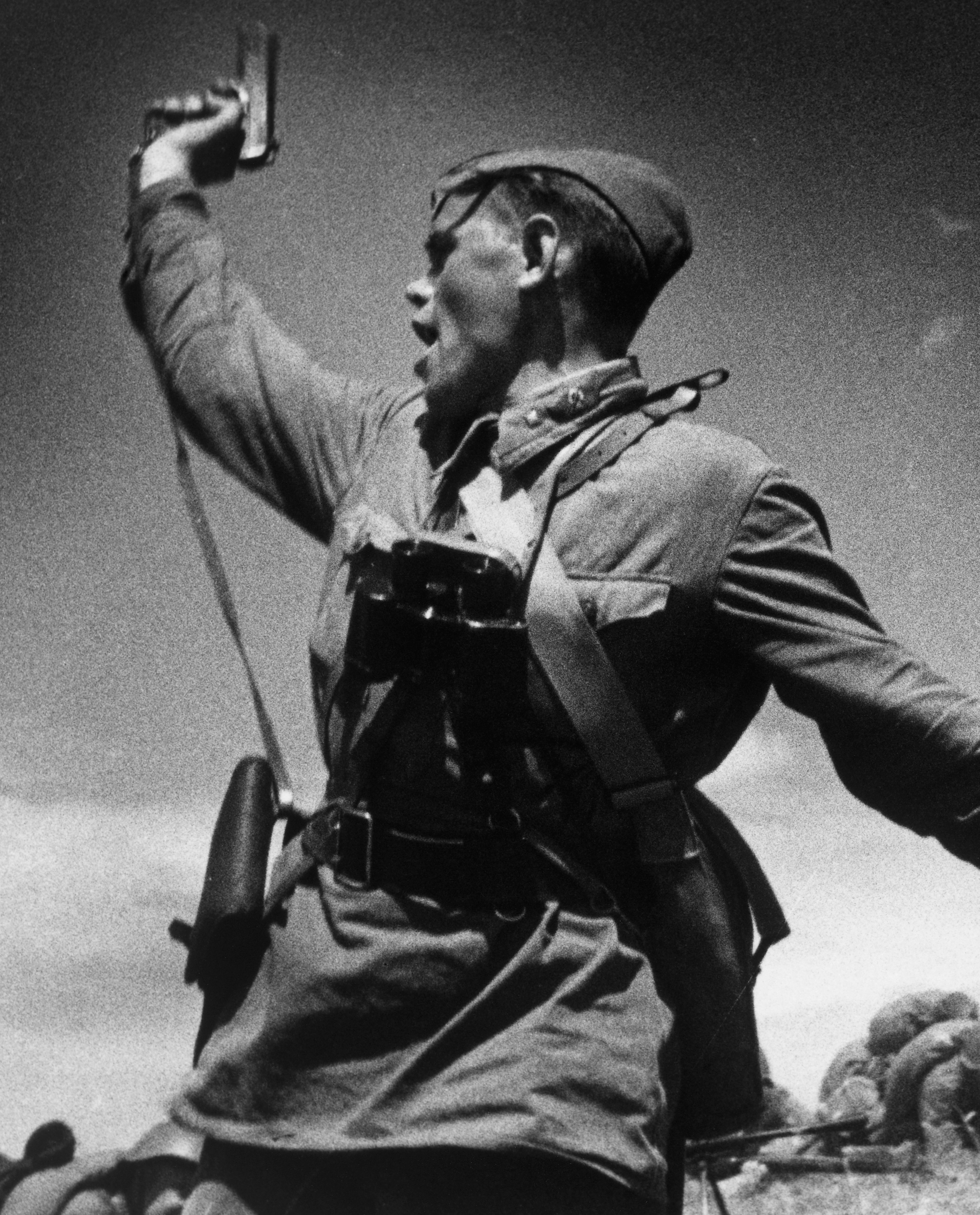
Subteniente soviético armado con una Tókarev TT-33, impulsa a las tropas al ataque contra posiciones alemanas durante la II Guerra Mundial

En 1930, el Sóviet Militar Revolucionario aprobó una resolución para probar nuevas armas auxiliares que reemplazarían a los anticuados revólveres Nagant M1895. Durante las pruebas, se hizo notar el potencial de la pistola diseñada por Fedor Tokarev. Unas semanas más tarde, fueron ordenadas 1000 pistolas TT-30 para pruebas de campo y la pistola entró en servicio con el Ejército Rojo.
Pero mientras la TT-30 entraba en producción, se hicieron algunos cambios al diseño para simplificar su producción, realizándose modificaciones menores en el cañón, seguro, gatillo y armazón de la pistola, siendo las más importantes la omisión del lomo removible del mango y unos cambios a los rieles de acerrojado del cañón. Esta pistola rediseñada era la TT-33. La TT-33 fue ampliamente utilizada por las tropas soviéticas durante la Segunda Guerra Mundial, aunque no llegó a reemplazar completamente al revólver Nagant

## Diseño

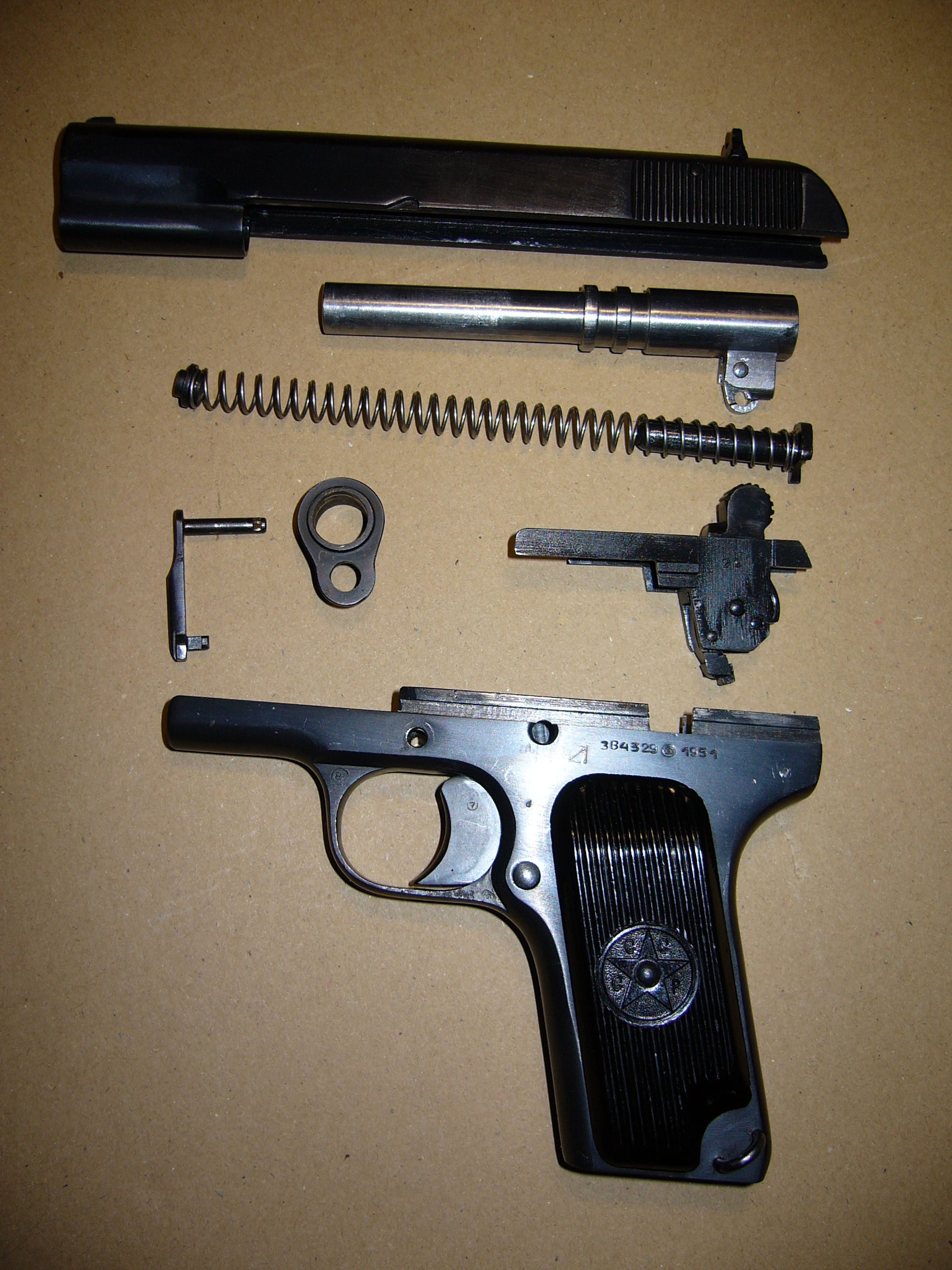
Tokarev TT-33 desarmada.

Externamente, la TT-33 es muy similar a la pistola FN Modelo 1903 diseñada por John Moses Browning, e incluso emplea el sistema de retroceso corto y un sistema de martillo y gatillo muy similar, con un martillo externo, de la Colt 1911 A1. Este sistema puede retirarse del arma como una unidad modular e incluye guías para cartuchos que le otorgan un funcionamiento confiable. Los ingenieros soviéticos también le añadieron varias otras características, como rieles de acerrojado alrededor de toda la circunferencia del cañón (no solamente en su parte superior) y otras tantas que facilitaran la producción y mantenimiento de la pistola. Incluso se llegó a incorporar al armazón los labios de alimentación que habitualmente van en el cargador, para así evitar daños y bloqueos en caso de introducirse un cargador deformado en la pistola.
La TT-33 está calibrada para el cartucho 7,62 × 25 mm Tokarev, que a su vez está basado en el similar 7,63 × 25 mm Mauser , empleado en la pistola Mauser C-96. Capaz de soportar abuso repetido, una gran cantidad de pistolas Tokarev fueron producidas durante la Segunda Guerra Mundial y hasta bien entrados los años 50.

## Empleo en otros países
El ejército alemán capturó una buena cantidad de pistolas Tokarev durante la Segunda Guerra Mundial y las suministró a sus unidades bajo la denominación de Pistole 615(r). Esto fue posible debido al hecho de que los cartuchos soviéticos 7,62 x 25 Modelo 1930 Tipo P eran prácticamente idénticos a los cartuchos alemanes 7,63 x 25 Mauser, por lo que podían ser utilizados en las pistolas capturadas.

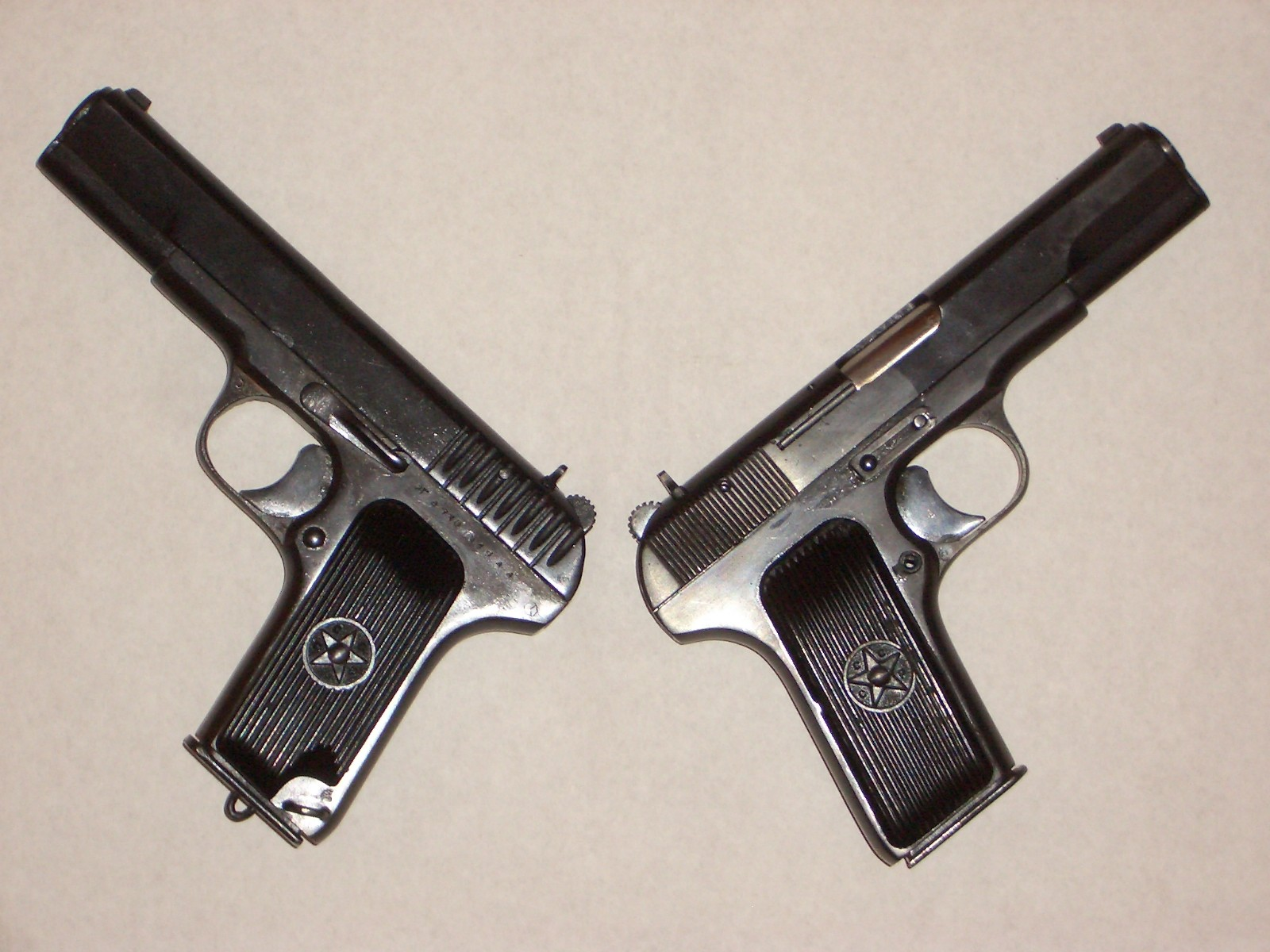
TT-33.

La producción de la TT-33 en la URSS cesó en 1954, pero se fabricaron copias (bajo licencia o sin ella) en la China (como Tipo 51, Tipo 54, M20 y TU-90) y Polonia. Hungría recalibró la pistola para poder emplear el cartucho 9 x 19 Parabellum (como M48) y produjo una versión de exportación para Egipto (Tokagypt 58) que fue ampliamente utilizada por las fuerzas policiales. Yugoslavia produjo la TT-33 (como M57, M65 y M70A), así como Corea del Norte (como Tipo 68 o M68). Rumania también produjo una copia de la Tokarev (la TTC o Tokarev Cugir) hasta bien entrados los años 50. Estas han sido importadas en gran número a los Estados Unidos en años recientes. Pero para poder ser exportadas, se les agregó un seguro que bloquea el gatillo.
La mayoría de países del Bloque del Este produjeron en algún momento dado variantes de la TT-33, hasta que fue reemplazada y retirada del servicio de las tropas de primera línea por la pistola Makarov PM con cargador de 8 cartuchos cal. 9 x 18 Makarov en 1952.
Norinco, la fábrica estatal de armas para el Ejército de Liberación Popular de China, aún produce una variante comercial de la Tokarev calibrada para el cartucho más corriente 9 x 19 Parabellum, conocida como la Tokarev Modelo 213, así como la original en calibre 7,62 x 25 Tokarev. Esta tiene un seguro, el cual falta en las TT-33 de producción soviética. Además, el Modelo 213 tiene estrías de agarre delgadas en la corredera, a diferencia de las estrías de agarre gruesas de los modelos rusos. El modelo calibre 9 mm tiene un bloque montado en la parte posterior del brocal del cargador para aceptar cargadores sin modificar. El modelo actualmente producido por Norinco no está disponible en los Estados Unidos debido a la prohibición sobre la importación de armas chinas, aunque viejas pistolas Modelo 213 importadas durante los años 60 y 70 son comunes.

## La TT-33 hoy
La Tokarev está ganando popularidad entre los coleccionistas y tiradores occidentales a causa de su resistencia, fiabilidad y disponibilidad de munición barata (en los Estados Unidos). Pero entre sus problemas comunes están las cachas de baja calidad (muchas veces reemplazadas por las cachas envolventes de la Tokagypt 58) y un mango inclinado a un ángulo inusual para muchos tiradores occidentales. A pesar de esto, tanto la Tokarev como sus variantes en 9 mm, son reconocidas por su simplicidad y precisión.
Esta arma también tiene cierta popularidad entre grupos de delincuentes, ya que el cartucho empleado de pequeño calibre y alta velocidad tiene una excelente penetración y puede perforar fácilmente chalecos antibala livianos empleados comúnmente por las fuerzas de seguridad (clases I, IIA y II).

## Publicaciones
- ТТ (Тульский Токарева) // Большой энциклопедический словарь (в 2-х тт.). / редколл., гл. ред. А. М. Прохоров. том 2. М., "Советская энциклопедия", 1991. стр.502